# Carlo Salemme
Carlo Salemme, detto anche Cain (Savona, 25 novembre 1902 – febbraio 1992), è stato un calciatore italiano, di ruolo portiere.

## Carriera
Con la Speranza Savona disputa 18 gare nel campionato di Prima Divisione 1922-1923.